# Grewia monantha
Grewia monantha är en malvaväxtart som beskrevs av René Paul Raymond Capuron och Mabberley. Grewia monantha ingår i släktet Grewia och familjen malvaväxter. Inga underarter finns listade i Catalogue of Life.